# Жестков, Александр Иванович
Александр Иванович Жестков (28 августа 1918 года — 21 июля 2002 года) — советский военно-морской лётчик минно-торпедной авиации в годы Великой Отечественной войны, Герой Советского Союза (5.11.1944). Полковник (25.12.1957).

## Биография
Родился в деревне Ляпино Гжатского уезда Смоленской губернии в семье рабочего. В детстве семья переехала в Москву, где в 1933 году он окончил неполную среднюю школу (9 классов). Работал слесарем на заводе «Точмашсбыт». В 1937 году без отрыва от производства окончил Бауманский аэроклуб в Москве. Член ВКП(б)/КПСС с 1942 года.
В ноябре 1938 года был призван на военную службу в РККФ Бауманским районным военкоматом города Москвы. Был направлен на учёбу в Военно-морское авиационное училище имени С. А. Леваневского (Николаев). В октябре 1939 года его перевели в Военно-морское авиационное училище имени И. В. Сталина в Ейске, которое он окончил в декабре 1940 года. Для прохождения службы был направлен в ВВС Балтийского флота.

### Участие в Великой Отечественной войне и подвиг
Участник Великой Отечественной войны с 22 июня 1941 года. Воевал пилотом в составе 1-го минно-торпедного авиационного полка на Краснознамённом Балтийском флоте. Участвовал в Прибалтийской оборонительной операции (в том числе бомбил немецкие танковые колонны под Псковом) и в обороне Ленинграда. Участвовал в групповом налёте на Рижский порт. Выполнил на Балтике 38 боевых вылетов.
В январе 1942 года был переведён на Черноморский флот, где зачислен пилотом в 2-й минно-торпедный авиационный полк ВВС Черноморского флота. Прошёл в этом полку весь дальнейший боевой путь в годы войны, внёс свой боевой вклад в то, что приказом Народного комиссара ВМФ СССР № 73 от 3 апреля 1942 года полку было присвоено гвардейское звание и он был преобразован в 5-й гвардейский минно-торпедный авиационный полк ВМФ. Участник обороны Севастополя и битвы за Кавказ. В ноябре 1943 года стал командиром звена. Летал на торпедоносце Ил-4. 13 мая 1944 года был награжден третьим боевым орденом, став одним из первых в СССР кавалером ордена Нахимова 2-й степени, причём первым на Черноморском флоте.
К маю 1944 года командир звена 5-го гвардейского минно-торпедного авиационного полка 2-й гвардейской минно-торпедной авиационной дивизии ВВС Черноморского флота гвардии старший лейтенант Александр Жестков совершил 161 боевой вылет, в которых потопил 10 транспортов, сторожевой катер, танкер, 3 быстроходные десантные баржи и 2 грузовые баржи, уничтожил на земле 10 танков, склад боеприпасов, сооружения железнодорожной станции, при атаках аэродромов противника сжёг 2 самолёта на земле. Особенно напряжённую и успешную работу вёл во время Крымской наступательной операции в апреле-мае 1944 года, когда выполняя задания по блокированию с моря немецко-румынских войск в Крыму в районе Севастополя потопил 10 различных плавсредств противника.
Указом Президиума Верховного Совета СССР от 5 ноября 1944 года «за образцовое выполнение боевых заданий командования на фронте борьбы с немецко-фашистскими захватчиками и проявленные при этом отвагу и геройство» гвардии старшему лейтенанту Александру Ивановичу Жесткову присвоено звание Героя Советского Союза с вручением ордена Ленина и медали «Золотая Звезда».
О своём бывшем подчинённом и боевом товарище высоко отзывался в своих мемуарах Герой Советского Союза В. И. Минаков: «Жестков летал бессменно. В любое время года и суток, на любое задание и цель, с любым вооружением или грузом. В любую погоду – лишь бы разрешили взлёт. Всё на той же счастливой своей «девятке» и с тем же всё экипажем, таким же надёжным и безотказным, как и она».
Всего за годы войны выполнил 276 боевых вылетов: 109 на бомбометание по сухопутным объектам (включая передний край обороны противника) и по кораблям в море (из них 29 в ночное время), 38 на разведку, 60 на торпедометание по морским целям (в том числе 30 в ночное время), 28 на «свободную охоту» над морем, 36 на постановку морских минных заграждений, 5 на выброску грузов партизанам и парашютистов в немецком тылу. После представления к званию Героя боевой счёт А. И. Жесткова увеличился ещё на 1 потопленный транспорт. Его экипажем в воздушных боях сбито 6 немецких самолётов.

### После войны
В победном мае 1945 года направлен на учёбу, в июле 1945 года окончил Высшие офицерские курсы Военно-воздушных сил Военно-морского флота в Моздоке. После их окончания был направлен в ВВС Тихоокеанского флота, где состоял в распоряжении командующего ВВС флота. С сентября 1945 по ноябрь 1949 года служил в 65-м транспортном авиационном полку ВМФ командиром звена и командиром корабля. Затем направлен на учёбу в академию.
В 1954 году окончил Военно-воздушную академию. С мая 1954 года — заместитель командира 482-й отдельной транспортной авиационной эскадрильи ВМФ, с июля 1954 — заместитель командира по лётной подготовке 48-го отдельного морского дальнеразведывательного полка ВВС Тихоокеанского флота, с ноября исполнял должность командира полка. В мае 1956 года переведён в ВВС Балтийского флота на должность заместителя командира 337-го отдельного морского дальнеразведывательного авиаполка, а с апреля 1957 года командовал этим полком. С июня 1958 года был старшим инспектором-лётчиком Управления 12-й авиагруппы ВВС Северного флота. Принимал участие в испытании ядерного оружия на Новоземельском полигоне.
Сдекабря 1958 года служил на Центральных лётно-тактических курсах усовершенствования офицерского состава ВВС ВМФ старшим инспектором-лётчиком, с мая 1960 года — старшим преподавателем. Затем с июля 1961 года был начальником штаба — заместителем командира 848-го отдельного смешанного авиаполка специального назначения ВМФ, с мая 1963 года служил на такой же должности в 327-м отдельном транспортном авиаполку ВМФ. Полковник А. И. Жестков уволен в отставку в ноябре 1971 года.
Жил в Москве. Умер 21 июля 2002 года. Похоронен на Троекуровском кладбище в Москве.

## Награды
- Медаль «Золотая Звезда» № 3816 Героя Советского Союза (05.11.1944);
- орден Ленина (05.11.1944);
- два ордена Красного Знамени (09.12.1942, 03.10.1943);
- орден Нахимова II степени (13.05.1944);
- орден Отечественной войны I степени (06.04.1985);
- два ордена Красной Звезды (03.11.1953, 23.02.1971);
- медаль «За боевые заслуги» (20.06.1949);
- медаль «За оборону Севастополя» (22.12.1942);
- медаль «За оборону Кавказа» (01.05.1944);
- ряд других медалей СССР и России.

## Память
- В Москве на доме, в котором жил Герой (Измайловское шоссе, дом 55), установлена мемориальная доска[5].
- Бюст на Аллее Славы в посёлке Вольное (бывший аэродром Весёлое), Джанкойский район Крыма.